# Gioco dell'anno

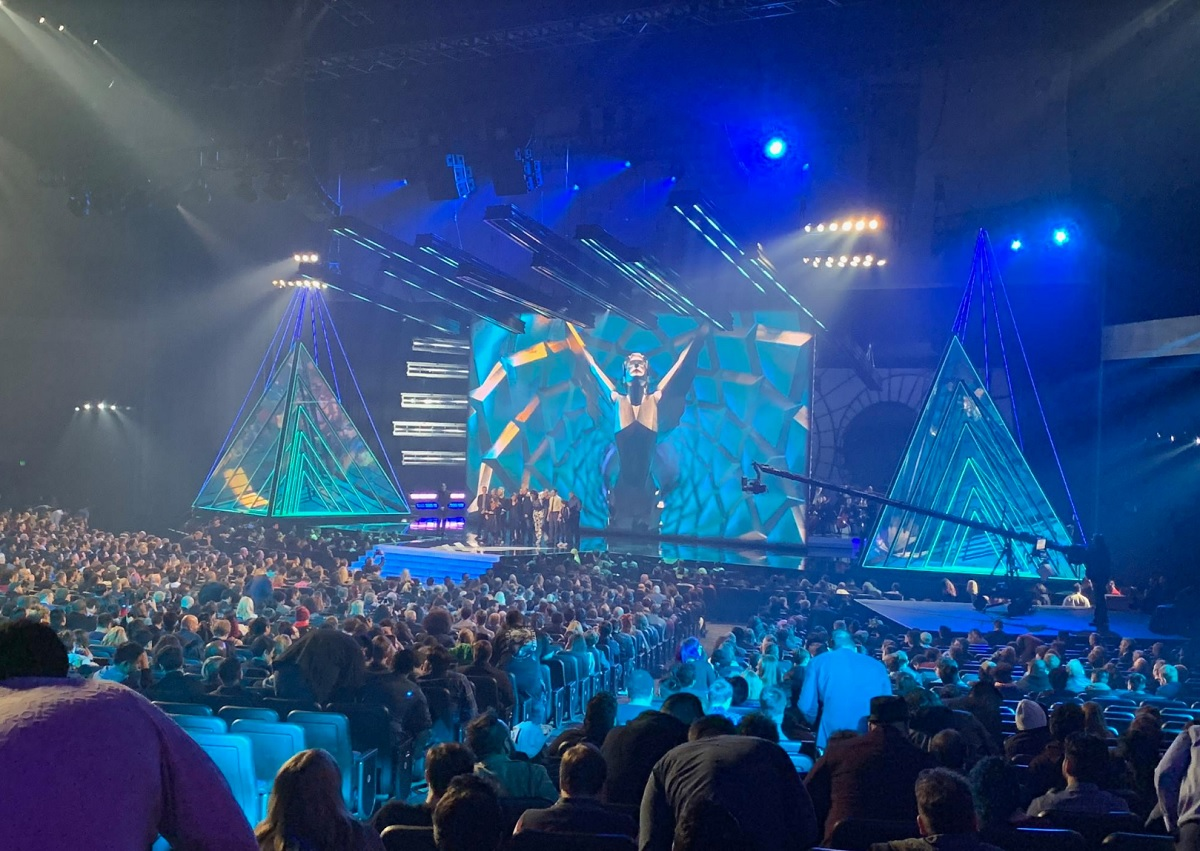
Premiazioni dei The Game Awards 2018, durante la nomina di Gioco dell'anno a God of War

Gioco dell'anno (meno comunemente videogioco dell'anno) o in inglese Game of the Year (GOTY) è un tipo di premio attribuito da varie associazioni, riviste e siti web ai migliori videogiochi. I premi si assegnano annualmente al titolo migliore in assoluto dell'anno, e sono spesso accompagnati anche da riconoscimenti secondari per singola categoria (ad esempio, "miglior gioco di strategia", "miglior sparatutto" ecc.) e da premi per persone e aziende del settore. 
Alcune redazioni fanno scegliere i vincitori al pubblico, in altre sono esperti del settore e in altri casi ancora entrambi.
Secondo il sito Everyeye.it, al 2024 il premio più seguito e ambito a livello mondiale sono i The Game Awards.
Spesso gli editori di videogiochi vincitori di premi importanti ne approfittano per riproporre edizioni speciali dei giochi in questione, etichettate Game of the Year Edition. Di solito, visto il tempo trascorso dall'uscita originaria, sono edizioni a basso costo e già comprensive dei contenuti aggiuntivi pubblicati nel frattempo. Esempi noti sono Marvel's Spider-Man Game of the Year Edition e The Witcher 3 Game of the Year Edition.

## Lista di premi
I premi più noti sono assegnati dalle seguenti organizzazioni:
- Academy of Interactive Arts & Sciences
- British Academy of Film and Television Arts
- Computer Gaming World
- Crispy Gamer
- Edge
- Electronic Gaming Monthly
- Eurogamer
- Games
- GameFAQs
- GameInformer
- Gamereactor
- GameSpot
- GameSpy
- GameTrailers
- G-Phoria
- Giant Bomb
- Golden Joystick Awards
- IGN
- JIVE Magazine
- Kotaku
- Nintendo Power
- PC Gamer
- PC World
- Pelit
- Penny Arcade
- Play
- Spike TV
- The Game Awards
- X-Play